# Флит, Александр Матвеевич
Александр Матвеевич Флит (11 [23] сентября 1891, Киев, Российская империя — 16 декабря 1954, Ленинград, СССР) — русский поэт и писатель-сатирик.

## Биография
Родился 23 сентября 1891 года в Киеве. По другим данным — 30 августа 1892 года.
В Киеве он блестяще окончил юридический факультет университета, за что был награждён двухтомником Шекспира в изящном переплете.
С полной силой его талант раскрылся в городе на Неве, куда он перебрался вместе со своей мамой.
В 1934 году Флит был принят в Союз писателей СССР.
Автор книг эпиграмм и шаржей, материалов в «Сатириконе», «Новом Сатириконе» (1917), «Красной газете», журналах «Бегемот», «Пушка» и «Смехач», «Окнах РОСТА» (1920—1921).
Писал тексты к обозрению «14 Держав», для петроградского театра «Революционный Петрушка» (1920), позднее — для «синеблузных» коллективов («Станок» и др.), для кукольного театра «Петрушка» под рук. Е. Деммени.
Всю блокаду работал в Ленинграде, писал во фронтовой печати — газетах «На страже Родины», «Красный Балтийский флот», писал для ЛенРадио, «Окон ТАСС». В апреле 2015 года в Санкт-Петербурге в особняке Румянцева — филиале
Государственного музея истории Санкт-Петербурга (ГМИ СПб),
открылась выставка «Окна с видом на Победу», где представлены более 60 плакатов «Окон ТАСС» из собрания ГМИ СПб, в том числе
плакаты со стихами А. М. Флита.
В годы войны в осажденном Ленинграде были изданы сатирические книги Флита — «Шрапнель», «Битые козыри» и другие.
Некоторые книги написаны в соавторстве с Михаилом Дудиным.
Жена — радиожурналист Нина Николаевна Паперная (1902—1989).

### А. Флит в воспоминаниях современников
Николай Маков в неопубликованных воспоминаниях «Дети Октября» (Штрихи воспоминаний), Ленинград, 1965, пишет:
«Почти ежедневным гостем в редакции был Александр Флит — талантливый сатирик-фельетонист. С большим, загнутым наподобие клюва, носом, подходившим к верхней губе, настоящий „живчик“, с искрящимися глазами, Флит был постоянно окружен редакционными работниками. Каких только новостей не узнаешь, бывало, от него. Говорил он всегда быстро, увлекательно и с жестикуляцией».

## Произведения
- Александр Флит, Б. Малаховский. Братья писатели: литературные пародии. — Л.: Худож. литература, 1935. — С. 163. — 15 300 экз.
- Александр Флит. В садах литературы: книга пародий. — Худож. лит-ра, 1938. — С. 90.
- Александр Флит. Таланты наизнанку. — Л.: Худож. лит-ра, 1940. — С. 177.
- И. Гинзбург, Борис Лео, Александр Флит. Ленинградский балет: дружеские шаржи и эпиграммы. — Л.: Центральная театральная касса Управления по делам искусств при Ленгорисполкоме, 1940. — С. 47.
- Григорий Сорокин, Александр Флит. Чудаки и романтики. — Советский писатель, 1941. — С. 152.
- Александр Флит. Шрапнель. — ОГИЗ, 1943. — С. 107.
- Александр Флит, Михаил Александрович Дудин. Битые козыри. — Воен. изд-во Нар. комиссариата обороны, 1943. — С. 78.
- Александр Флит. Басни и литературные пародии. — Советский писатель, 1958. — С. 113.